# Мулла-Камиш
Мулла́-Ками́ш (рос. Мулла-Камыш, башк. Мулла-Ҡамыш) — присілок у складі Туймазинського району Башкортостану, Росія. Входить до складу Верхньобішиндинської сільської ради.
Населення — 40 осіб (2010; 40 у 2002).
Національний склад:
- башкири — 72 %